# East Coast Main Line
East Coast Main Line er hovedbanen mellem London Kings Cross og Edinburgh. Den anses for at være den vigtigste jernbanelinje i Storbritannien og den mest prestigefyldte at have koncession på for de private jernbaneoperatører. På linjen køres bl.a. med IC225 lokomotiver som med en topfart på 225 km/t er blandt de hurtigste i Storbritannien. Det er en af de få hovedstrækninger som er elektrificeret. En af togforbindelserne på linjen er den berømte Flying Scotsman. Før 2. verdenskrig var linjen bl.a. trafikeret med verdens hurtigste damplokomotiver, bl.a. den berømte The Mallard der stadig er indehaver af hastighedsrekorden for damplokomotiver.
Vigtige stationer på linjen: London Kings Cross, Peterborough, Doncaster, York, Darlington, Durham, Newcastle, Berwick-upon-Tweed, Dunbar, Edinburgh.
Linjen har grener til Wakefield, Leeds, Middlesbrough og Kingston-upon-Hull.
Andre navngivne ruter på linjen er:
- Highland Chieftain: Kører fra London Kings Cross via Edinburgh til Inverness.
- Northern Lights: Kører fra London Kings Cross via Edinburgh til Aberdeen.
- Caledonian Sleeper: Nattog fra London Euston via Edinburgh til Aberdeen, Fort William, Glasgow og Inverness.